# Col de la Vierge
Il Col de la Vierge (in corso Bocca di a Vergine o Bocca di a Verghjini) è un passo della Corsica che collega Olmeta di Tuda con Rutali.
Il passo si trova presso il Col de Santo Stefano e il fiume Bevinco, è attraversato dalla D 305.